# Perses (fill de Perseu)
Perses (en grec antic: Πέρσης) va ser, segons la mitologia grega, un fill de Perseu, rei de Tirint, i d'Andròmeda. Quan el seu avi Cefeu va morir, el va succeir com a rei d'Etiòpia.
La mitologia grega explica que Perses era l'avantpassat dels perses. Pel que sembla, els perses coneixien la història des que Xerxes va intentar utilitzar-la per subornar als argius quan va envair Grècia, però finalment no ho va aconseguir. El diàleg platònic (o pseudo-platònic) Alcibíades I escrit a finals del segle iv aC, identifica Perses amb Aquèmenes com l'heroi avantpassat dels Perses i fundador de la dinastia dels Aquemènides, i afirma que tant Aquèmenes com Hèracles eren fills de Perseu.